# Deraeocoris kennicotti
Deraeocoris kennicotti är en insektsart som beskrevs av Knight 1921. Deraeocoris kennicotti ingår i släktet Deraeocoris och familjen ängsskinnbaggar. Inga underarter finns listade i Catalogue of Life.